# Neritina oweniana
Neritina oweniana е вид коремоного от семейство Neritidae.

## Разпространение
Видът е разпространен в Ангола (Кабинда), Бенин, Габон, Гана, Демократична република Конго, Екваториална Гвинея, Камерун, Кот д'Ивоар, Нигерия, Сао Томе и Принсипи (Сао Томе) и Того.